# شهرستان تلاس
شهرستان تلاس (به روسی: Таласский район به قرقیزی:Талас району، تالاس وودانى) یک شهرستان از استان تلاس است که در شمال غربی قرقیزستان واقع شده‌است. این شهرستان دارای مساحت ۵۰۵۱ کیلومترمربع (۱۹۵۰ مایل مربع) می‌باشد. مرکز این شهرستان شهر مناس است.

## خصوصیات
شهرستان تلاس بر اساس آمار سال ۲۰۰۹، مشتمل بر ۱۹ منطقه مسکونی، و دارای ۵۸،۸۶۷ نفر جمعیت است.